# Confédération des syndicats des fonctionnaires publics
L’ADEDY - (en grec : Α.Δ.Ε.Δ.Υ., Ανώτατη Διοίκηση Ενώσεων Δημόσιων Υπαλλήλων ADEDY - Anótati Diíkisi Enóseon Dimósion Ypallílon, « Confédération des syndicats des fonctionnaires publics ») est une organisation syndicale grecque, affiliée à la Confédération européenne des syndicats.